# アドリアン・クロイトル
アドリアン・クロイトル（Adrian Croitoru  1971年2月24日- ）はルーマニアのボトシャニ県出身の柔道選手。階級は86kg級。身長183cm。

## 人物
1990年の世界ジュニアでは3位となった。1992年のバルセロナオリンピックでは3回戦でフランスのパスカル・タイヨに指導で敗れるが、その後敗者復活戦を勝ち上がるも、3位決定戦でカナダのニコラス・ギルに谷落で敗れて5位にとどまった。1993年の世界選手権では準決勝でギルに大内刈で敗れたものの3位となった。1996年のアトランタオリンピックでは初戦で吉田秀彦を小外掛で破るなどして準決勝まで進むが、ウズベキスタンのアルメン・バグダサロフに有効で敗れると、3位決定戦でもオランダのマルク・ハイジンハに小内刈で敗れてまたも5位に終わった。その後90kg級の選手となり、1999年の世界選手権では初戦でブラジルのカルロス・オノラトに敗れるも敗者復活戦を勝ち上がって3位となった。2000年にはヨーロッパ選手権で優勝するが、シドニーオリンピックでは3回戦でハイジンハに効果で敗れるなどして9位に終わり、オリンピックではメダルを獲得できずに終わった。

## 主な戦績
86kg級での戦績
- 1990年 - 世界ジュニア　3位
- 1991年 - フランス国際　5位
- 1991年 - ドイツ国際　3位
- 1991年 - オランダ国際　2位
- 1991年 - ヨーロッパ選手権　3位
- 1991年 - ヨーロッパジュニア　優勝
- 1992年 - ハンガリー国際　2位
- 1992年 - ヨーロッパ選手権　2位
- 1992年 - バルセロナオリンピック　5位
- 1993年 - ハンガリー国際　優勝
- 1993年 - ヨーロッパ選手権　5位
- 1993年 - 世界選手権　3位
- 1994年 - フランス国際　2位
- 1994年 - ヨーロッパ選手権　3位
- 1995年 - 世界選手権　7位
- 1996年 - フランス国際　優勝
- 1996年 - ハンガリー国際　優勝
- 1996年 - ヨーロッパ選手権　5位
- 1996年 - アトランタオリンピック　5位

90kg級での戦績
- 1998年 - ドイツ国際　5位
- 1998年 - ハンガリー国際　3位
- 1998年 - ポーランド国際　優勝
- 1999年 - ブルガリア国際　2位
- 1999年 - 世界選手権　3位
- 2000年 - オーストリア国際　3位
- 2000年 - ヨーロッパ選手権　優勝
- 2000年 - 韓国国際　優勝